# Guy Alard
Pour les articles homonymes, voir Alard.
Ne doit pas être confondu avec Guy Allard.
Pas d'image ? Cliquez ici

a Compétitions nationales et continentales officielles uniquement.

b Matchs officiels uniquement.
Guy Alard, né le 22 octobre 1955 à Carcassonne (Aude), est un joueur international français de rugby à XIII des années 1970. Son poste de prédilection est celui de demi de mêlée, poste qu'il occupe notamment au sein de l'équipe de France.

## Biographie
Guy Alard commence sa carrière en rugby à XIII à l'AS Carcassonne, pour la terminer à Limoux. Il évolue au poste de demi de mêlée.
Il est considéré par la littérature treiziste « comme un excellent joueur qui associe à un tempérament généreux une très bonne vision du jeu ».
Il comptabilise douze sélections en équipe de France et deux participations à des tournées dans les antipodes.
En janvier 2015, à la suite d'un gala consécutif à un match entre une sélection de joueurs audois ( Les « Chevaliers cathares ») et les Dragons catalans, il est nommé et honoré au cours de la « Nuit des légendes » comme demi de mêlée de l'« Équipe des Légendes »,.

### Statistiques en équipe de France
International (12 sélections), 1977 à 1981, opposé à :
- Pays de Galles : 1977, 1979[Ref 3]
- Angleterre : 1977, 1978, 1979,
- Papouasie-Nouvelle-Guinée : 1977,
- Grande-Bretagne : 1977[Ref 4],
- Australie : 1977[Ref 5], 1981[Ref 6],
- Nouvelle-Zélande : 1977[Ref 7].